# Flávio Saretta
Flávio Saretta Filho (* 28. Juni 1980 in Americana) ist ein ehemaliger brasilianischer Tennisspieler.

## Leben und Karriere
Saretta, der 1998 eine Profilaufbahn begann, war zunächst auf der ATP Challenger Tour erfolgreich. Im Einzel gewann er sieben Titel sowie vier weitere im Doppel. Seinen größten Erfolg auf der World Tour feierte er 2004 in Umag, als er mit José Acasuso die Doppelkonkurrenz gewinnen konnte. Ein ähnlicher Erfolg blieb ihm im Einzel verwehrt.
Bei Grand-Slam-Turnieren waren die besten Resultate ein Achtelfinaleinzug im Einzel im Jahr 2003 bei den French Open sowie der Einzug ins Viertelfinale der Doppelkonkurrenz 2004 bei den Australian Open. In der Weltrangliste waren seine beste Positionen Rang 44 im Einzel zum 15. September 2003 und Rang 78 im Doppel zum 26. Juli 2004.
Saretta nahm 2004 an den Olympischen Sommerspielen in Athen teil. Im Einzel unterlag er in der Auftaktrunde dem an Position zwei gesetzten US-Amerikaner Andy Roddick. Im Doppel trat er mit André Sá an. Sie besiegten die Spanier Carlos Moyá und Rafael Nadal in der ersten Runde, scheiterten aber im Anschluss gegen Wayne Black und Kevin Ullyett aus Simbabwe.
Zwischen 2002 und 2007 wurde Saretta für insgesamt zehn Begegnungen für die brasilianische Davis-Cup-Mannschaft nominiert. Von 14 Partien im Einzel gewann ein neun, bei seiner einzigen Doppelpartie blieb er gemeinsam mit André Sá siegreich.
Im Jahr 2009 verkündete Saretta seinen Rücktritt vom Profitennis. Als Grund gab er an, er sei es müde, gegen die anhaltenden Schmerzen in seinem Körper anzukämpfen.

## Erfolge
| Legende (Anzahl der Siege)  |
| Grand Slam                  |
| ATP World Tour Finals       |
| ATP World Tour Masters 1000 |
| ATP World Tour 500          |
| ATP World Tour 250 (1)      |
| ATP Challenger Tour (11)    |

### Einzel

#### Turniersiege
| Nr. | Datum             | Turnier       | Belag     | Finalgegner       | Ergebnis  |
| --- | ----------------- | ------------- | --------- | ----------------- | --------- |
| 1.  | 7. Januar 2001    | São Paulo (1) | Hartplatz | Guillermo Coria   | 7:67, 6:2 |
| 2.  | 9. September 2001 | Curitiba II   | Sand      | Luis Horna        | 7:63, 6:1 |
| 3.  | 21. April 2002    | Bermuda (1)   | Sand      | Vincent Spadea    | 6:3, 7:5  |
| 4.  | 5. Januar 2003    | São Paulo (2) | Hartplatz | Andrés Dellatorre | 7:65, 6:3 |
| 5.  | 20. April 2003    | Bermuda (2)   | Sand      | Nicolás Massú     | 6:1, 6:4  |
| 6.  | 14. August 2005   | Gramado       | Hartplatz | Jacob Adaktusson  | 6:1, 6:3  |
| 7.  | 8. Januar 2006    | São Paulo (3) | Hartplatz | Thiago Alves      | 7:62, 6:3 |

### Doppel

#### Turniersiege

##### ATP World Tour
| Nr. | Datum         | Turnier | Belag | Partner      | Finalgegner                   | Ergebnis      |
| --- | ------------- | ------- | ----- | ------------ | ----------------------------- | ------------- |
| 1.  | 19. Juli 2004 | Umag    | Sand  | José Acasuso | Jaroslav Levinský David Škoch | 4:6, 6:2, 6:4 |

##### ATP Challenger Tour
| Nr. | Datum             | Turnier          | Belag     | Partner         | Finalgegner                                | Ergebnis       |
| --- | ----------------- | ---------------- | --------- | --------------- | ------------------------------------------ | -------------- |
| 1.  | 1. September 2001 | Campinas II      | Sand      | Edgardo Massa   | Adriano Ferreira Antonio Prieto            | 1:6, 7:65, 6:4 |
| 2.  | 8. Januar 2006    | São Paulo        | Hartplatz | Thiago Alves    | Lucas Engel André Ghem                     | 7:610, 6:3     |
| 3.  | 11. November 2006 | Buenos Aires III | Sand      | André Ghem      | Tomas Behrend Marcel Granollers            | 6:1, 6:4       |
| 4.  | 18. Oktober 2008  | Montevideo       | Sand      | Franco Ferreiro | Daniel Gimeno Traver Rubén Ramírez Hidalgo | 6:3, 6:2       |